# Mortonia scabrella
Mortonia scabrella är en benvedsväxtart som beskrevs av Asa Gray. Mortonia scabrella ingår i släktet Mortonia och familjen Celastraceae. Inga underarter finns listade.